# Boveycantharis funesta
Boveycantharis funesta is een keversoort uit de familie soldaatjes (Cantharidae). De wetenschappelijke naam van de soort werd in 1835 gepubliceerd door Faldemann.